# Дмухайлівка
Дмуха́йлівка — село в Україні, у Чернеччинській сільській громаді Самарівського району Дніпропетровської області. Населення за переписом 2001 року становить 1367 осіб. 

## Географія
Село Дмухайлівка знаходиться у північній частині області на Придніпровській низовині, за 2 км від правого берега каналу Дніпро — Донбас, примикає до села Гупалівка. По селу протікає пересихаючий струмок з загатою.
Сусідні населені пункти: села Гупалівка, Кременівка, Юр'ївка.

## Історія

### Від заснування до початку ХХ століття
Перші відомості про село відносяться до середини XVII століття. Місцевість не раз обезлюднювалась чумою та посухою. Рятуючись від чуми перші переселенці розводили димокури, створювали димові завіси, вогонь від яких перекидався на все, що могло горіти. Вигорілу, спустілу місцевість почали називати Погорілим. У 1749 році в місцевість Погоріле поселився багатий козак Дмухайло. Пізніше поселились козаки Гаркуша, Шляховий, Логойда. Поселення стали називати хуторами Дмухайла.
У 1886 році тут мешкало 3 311 осіб у 602 подвір'ях. В селі була православна церква. Дмухайлівка входила до складу Гупалівської волості Новомосковського повіту Катеринославської губернії.
На 1898 рік тут було 934 двори з кількістю населення 3 302 особи чоловічої статі та 3272 — жіночої. 6108 десятин землі, які було відведено під наділи, роздано 1527 душам чоловічої статі.
Решта землі знаходилась у руках Бакмута, маєток якого містився в Анастаївці. Великими поміщиками були Микола Старокінь, мав 86 десятин, у попа було 200 десятин землі, у Степана Клочка — 125 десятин землі і т. д. Становище селян було дуже тяжким. Злидні, борги приводили селян до зубожіння. Знаряддя праці були примітивними: серп, плуг з ралом та лемешем, коса, ціп, дерев'яні вила — ось і все, чим обробляли свої клаптики землі. Крім панщини на плечі селян лягали загальнодержавні «подушне», «поголовне» та інше. Нещадно оббирала селян і церква, якій треба було віддавати церковну десятину.

### Події 1917—1921 років
На початку 1918 року у Дмухайлівці був організований революційний комітет. У той час у цій місцевості проходили воєнні дії, оскільки тривала Перша світова війна і Визвольні змагання.
У червні село було зайняте німецькими військами. За вказівкою німців було утворено «Союз земельних власників». «Союз» послав своїх членів в місто Новомосковськ по зброю, але партизани на чолі з Хомою Качаном і Кругловим оточили їх, перебили і вкинули в колодязь, а зброю забрали і озброїли нею партизан.
Восени 1918 року в Дмухайлівці було обрано волосний виконком, на чолі якого стояли Собко І. І., Феденко А. А. Але в 1919 році в село прийшли денікінці і знищили всі документи цього комітету. Члени волосного комітету пішли в підпілля і створили партизанський загін. На нього напав загін денікінців, у якому було 500 кавалеристів, 10 кулеметів, 4 гармати. Зав'язався нерівний бій. Партизани відступили до с. Гупалівки, з'єднались з батальйоном 45 стрілецької дивізії 398 стрілецького полку і пішли в наступ на денікінців. Втративши 40 чоловік вбитими, денікінці відступили.
У 1920 році в селі було знову створений революційний комітет, на чолі якого стояв Боцула Михайло Петрович. Революційний комітет проводив організаційну роботу, постачав хліб і коней Червоної Армії, зміцнював радянську владу в селі. Це не сподобалось поміщикам і вони створили загони, на чолі яких стояли Вовк, Коврига, Педько, Іванюк і інші. У липні 1920 року загін Іванюка зробив наліт на с. Дмухайлівку і вбив голову революційного комітету Боцулу М. П., міліціонера Капшука Сергія. У 1921 р. цей загін був розгромлений. В бою були вбиті і комсомольці нашого села — Джумар, Чорновол, Зимовець Василь. Незабаром була розгромлена і армія Махна, що діяла на території нашого повіту.

### УРСР, 1921—1941 роки
Коли радянська держава розгромила інтервентів і білогвардійців, одноосібні господарства селян стали об'єднувати в колективні господарства. Тоді з'явився перший колгосп у селі. Це сталося в 1928 р. і називався він «Передовик».
В нього увійшло 142 двори з площею землі 1050 га. Головою цього колгоспу був Яків Феодосійович Решетило. В 1929 р. організований другий колгосп «Борець за революцію» з площею землі 2410 га. В 1930 р. створено колгосп «Шлях до соціалізму», а в 1932 р. — колгосп «За другу п'ятирічку». Організаторами цих колгоспів були вихідці із бідноти — І. І. Собко, К. К. Ковіка, К. М. Дворецький, Н. М. Снитка та ін.
В 1935 р. всі колгоспи села одержали по акту від держави землю на вічне користування. В 1936 р. в селі було організовано машино—тракторну станцію. Колгоспи села були учасниками Всесоюзної сільськогосподарської виставки в Москві.

### Німецько-радянська війна 1941—1945
Більше тисячі жителів села Дмухайлівки вступили до лав Радянської Армії. Німці відправляли молодь до Німеччини, а активних громадян — до концентраційних таборів. Жителі села не корились німецьким ворогам. Вони відмовлялись давати німецьким окупантам продовольство, а такі, як П. П. Шаравара, Данило і Василь Ковіка закликали організовуватись до боротьби. Нацисти розправились з ними і стратили їх. Активні дії проти німецьких загарбників проводив партизанський загін, організований членом комсомолу І. І. Демченком.
Зараз на місці загибелі Демченка І. І. встановлено обеліск, а перед Дмухайлівською школою, на центральній площі села — його бюст.

### УРСР, 1944—1991 роки
У 1954 р. на території села було створено з 4 колгоспів одне велике господарство «Шлях до комунізму» з площею землі 6956 га. На кінець 50-х років колгосп уже зміцнів і міг придбати необхідну для себе техніку, вже мав кваліфіковані кадри, організаторів виробництва, механізаторів, здатних використовувати сільськогосподарську техніку. Колгосп купив у місцевої МТС комбайни, трактори і продуктивно їх використовуючи, з року в рік домагався підвищення врожайності всіх с/г культур.
Збільшуючи доходи від свого господарства, колгосп ще купував техніку у держави і вже в 1966 р. мав 31 трактор, 26 автомашин, 18 комбайнів, прибуток від господарства в цьому році становив 1513156 крб. Передовики колгоспного виробництва були нагороджені орденами і медалями, а тим, хто, найбільше відзначився у праці, присвоєно звання Героя Соціалістичної Праці. Це високе звання присвоєно і комбайнеру нашого колгоспу Мусі Олексію Трохимовичу. З 17 років Олексій Трохимович розпочав свою працю в рідному колгоспі і де б він не працював, завжди виявляв старанність в роботі, був прикладом для інших. Особливо подобалась Олексію Трохимовичу професія комбайнера. В 1966 р. йому присвоєно звання Героя Соціалістичної Праці і нагороджено орденом Леніна і медаллю «Золота Зірка», а в грудні 1973 р. Олексія Трохимовича нагороджено орденом Жовтневої революції.

## Господарство
На 1966 р. колгосп «Шлях до комунізму» мав у своєму розпорядженні — 31 трактор, 18 комбайнів, 26 автомашин. Прибуток становив 1513156 крб. У селі було 1020 дворів, у яких проживало 2534 чоловіки. У центрі села височать двоповерхові будинки контори колгоспу, Будинку культури, середньої школи. Крім того є ще два Будинки культур, дві восьмирічних школи та два продуктових магазини на окраїнах села.
Щороку в селі будується 20 будинків міського типу. До послуг колгоспників радіо, електричне освітлення. У власності жителів є 120 телевізорів, 75 мотоциклів, 75 швейних машин, 2000 велосипедів, 50 радіоприймачів, 2 автомашини, 75 пральних машин.
На кінець 70-х років село прикрасилось новими вулицями. Звідси в усі кінці країни курсували автобуси по шляхах з твердим покриттям. Такий шлях тягнувся до механізованого току, свиновідгодівельного комплексу та інших виробничих ділянок колгоспу. В усіх бригадах були справжні тваринницькі містечка, діяли клуби. Лише одна центральна бібліотека налічувала 18 тисяч книг, діяла лікарня, працювало понад шість магазинів, майстерня побутового обслуговування.
Колгосп «Шлях до комунізму» мав мехмайстерню, два насіннєвих токи, дві тракторних бригади, садово-огородню бригаду. Одержуючи високі врожаї, колгосп достроково виконав трирічний план по продажу зерна державі в 1979 році. Виросли в тракторних бригадах добротні будинки механізаторів, де створено всі зручності для роботи і відпочинку. Зі стін середньої школи, де працювало 30 вчителів, вийшли сотні досвідчених людей, які стали вчителями, лікарями, офіцерами, вченими та оволоділи іншими професіями. Сотні випускників цієї школи працювали в рідному колгоспі. Комбайнери О. Муха, А. Гупало, А. Ковбаса, В. Грановський стали справжніми майстрами комбайнового збирання врожаю. Поля обробляли 35 тракторів, а врожай збирали десятки зернових і спец комбайнів.
Колгосп мав дві ферми, кількість корів на яких разом приблизно 460 голів, свиновідгодівельний комплексна 12 тисяч голів свиней, який очолював Теліпко А. К. Тут практикувалася відгодівля свиней в літній період в літніх таборах, що призводило до зведення падежу молодняку до мінімуму.
На селі добре розвивалася культура. В будинку культури існував духовий оркестр, фольклорний ансамбль, який виступав не тільки на Дмухайлівській сцені, а й по області. На свята проводились концерти, приїжджали артисти з різних міст. Для дітей демонстрували мультфільми, часто приїздив цирк. Для молоді демонстрували кінофільми, проводили дискотеки.
В селі працювала аптека, у якій можна було купити необхідні ліки. В амбулаторній лікарні завжди вчасно допоможуть досвідчені лікарі.

## Село в незалежній Україні з 1991 року
Знизився рівень виробництва с\г продукції. Багато селян залишилось без роботи. З метою економії в селі стали відмикати електроенергію.
У селі перестали діяти магазини сільпо, будинок побуту. Сільську бібліотеку було перенесено в Будинок культури, який знаходиться в аварійному стані, без опалення і освітлення. В приміщенні музею відкрили церкву.
У селі почали відкриватись перші приватні магазини, з'явились фермерські господарства та приватні підприємства.
У 1993 році колгосп перетворився на КДСП «Маяк». В 2000 році КДСП стало агрофірмою «Маяк». Відбулося розпаювання землі і майна. Селяни отримали земельні наділи по 6 га. Більшість здавали свою землю в оренду агрофірмі «Маяк» та фермерам, а деякі селяни стали обробляти свої земельні наділи самостійно. Так з'явились перші одноосібники. Зараз на території Дмухайлівської сільської ради числяться 468 одноосібників.
До 2019 року було центром Дмухайлівської сільської ради, 
22 Грудня 2018 року входить до складу Чернеччинська сільська громади.

## Сьогодення
Сьогодні в Дмухайлівці працює школа, де вчяться 180 дітей. У школі тепло, приміщення відремонтоване, вчителі без затримок отримують заробітну плату. Деякий час в селі не працював дитсадок. Сільська рада зробила все можливе, щоб його відкрити. Там зараз 22 дітей. Передуміс приділили увагу організації повноцінного харчування. Немає проблем із медичним обслуговуванням.
У 2004 році змінився інвестор, який орендував землі і залишив борги. Прийшов новий — фірма «Південь-Агро-Лідер». У цьому році відновлений свиновідгодівельний комплекс, у якому вести господарство взялась фірма «Агро-Овен».
Футбольний клуб Фк Січ бере участь у чемпіонаті району. Діє Свято-Успенськома церква.

## Населення

### Мова
Розподіл населення за рідною мовою за даними перепису 2001 року:
| Мова            | Кількість | Відсоток |
| --------------- | --------- | -------- |
| українська      | 1308      | 95.68%   |
| російська       | 43        | 3.15%    |
| вірменська      | 7         | 0.51%    |
| румунська       | 6         | 0.44%    |
| інші/не вказали | 3         | 0.22%    |
| Усього          | 1367      | 100%     |

## Дмухайлівський історико-краєзнавчий музей
В 1952 році в селі відкрито історико-краєзнавчий музей, у якому зібрано 2938 експонатів. Його заснував учитель історії Тарасенко Іван Маркович. За 15 років музей відвідали 50 тисяч чоловік. Він був розташований в Будинку культури. В ньому відображено убогість села, як жили селяни до революції, є примітивні знаряддя того часу, якими обробляли землю, виробляли одяг. Показано і героїчну боротьбу партизанського загону, яким в роки німецько-радянської війни керував лейтенант Червоної Армії І. І. Демченко.
Більше п'яти тисяч експонатів було зібрано в музеї, які разом збирали і берегли дмухайляни. На матеріалах музею вчителі і батьки виховували своїх дітей. Його відвідували не тільки дмухайляни, а й люди з усього району.

## Видатні постаті
- Дудля Микола Андрійович (*1937) — український вчений, кандидат технічних наук, професор Національного гірничого університету.
- Манойло Анатолій Федорович (*1937) — українська театральний актор, народний артист України.